# آيفون 12 برو
يعتبر كل من آيفون 12 برو (بالإنجليزية: iPhone 12 Pro)‏ و آيفون 12 برو ماكس (بالإنجليزية: iPhone 12 Pro Max)‏، جنبًا إلى جنب مع آيفون 12 وآيفون 12 مني بنظام تشغيل آي أو إس 14، من الهواتف الذكية التي تم تصميمها وتطويرها وتسويقها بواسطة شركة أبل.
تم الكشف عن الأجهزة آيفون 12 وآيفون 12 مني في حدث أبل الخاص في مقر شركة أبل في كوبيرتينو، كاليفورنيا في 13 أكتوبر 2020. وسيبدأ الطلب المسبق لـ آيفون 12 برو في 16 أكتوبر 2020، ويبدأ الشحن في 23 أكتوبر 2020. ويبدأ الطلب المسبق لـ آيفون 12 برو ماكس في 6 نوفمبر 2020، ويبدأ الشحن في 13 نوفمبر 2020.

## تصميم
يستعيد آيفون 12 روح الاصدارات السابقة المحبوبة من آيفون 4 حتى آيفون 5 إس، بالجوانب المسطحة، مع الحفاظ على الحواف المنحنية على شاشات العرض. يعتبر آيفون 12 هو أول إعادة تصميم رئيسية منذ إصدار آيفون اكس، يأتي التصميم الجديد أيضًا مع زجاج أمامي مقوى بالسيراميك، بينما يحتفظ الجزء الخلفي بالجيل السابق من الزجاج المقوى بتبادل الأيونات المزدوجة. وتوجد في الخلف نفس الكاميرات الثلاث المستخدمة في آيفون 11 برو، ولكن مع ماسح ضوئي ليدار.
يتوفر آيفون 12 برو بأربعة ألوان: الفضي والجرافيت والذهبي والأزرق الباسيفيكي.

## المواصفات

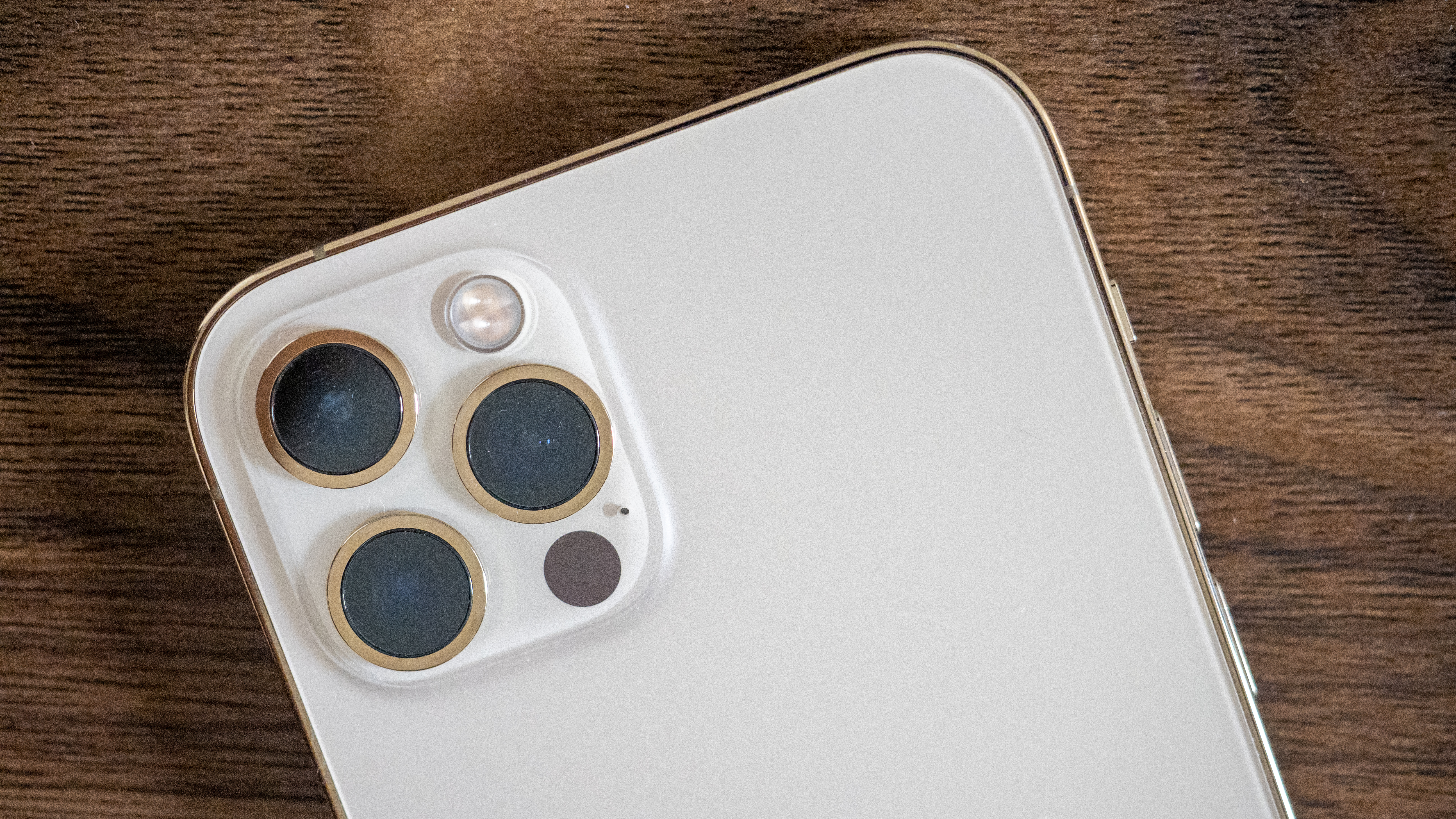
هذه هي صورة الايفون 12 من الخلف

### المواصفات التقنية
يستخدم آيفون 12 برو معالج إي 14 بيونيك سداسي النواة من أبل. يحتوي على ثلاثة خيارات للتخزين الداخلي: 128 جيجابايت و 256 جيجابايت و 512 جيجابايت.
يتمتع آيفون 12 برو بتصنيف IP68 لمقاومة الماء والغبار إلى جانب الأوساخ، ومقاوم للماء حتى ستة أمتار لمدة 30 دقيقة. ومع ذلك، لا يغطي ضمان الشركة المصنعة التلف الناتج عن السوائل في الهاتف.
يدعم كل من آيفون 12 برو وآيفون 12 برو ماكس الاتصالات الخلوية 5G. ويتيح ذلك سرعات تحميل تصل إلى 200 ميجابت في الثانية وسرعات تنزيل تصل إلى 4 جيجابت في الثانية. ومع ذلك، فإن الطرازات المباعة في الولايات المتحدة فقط هي التي تدعم تقنية إم إم ويف الأسرع؛ عن تلك الاجهزة التي تباع في أي مكان آخر في العالم، بما في ذلك كندا، تدعم فقط نطاقات التردد الفرعية 6 جيجا هرتز. ميزة جديدة تسمى وضع البيانات الذكية والتي تمكن 5G فقط عند الضرورة للحفاظ على عمر البطارية.

### الشاشة
يتميز آيفون 12 برو بشاشة مقاس 6.1 بوصة، بينما يتميز آيفون 12 برو ماكس بشاشة مقاس 6.7 بوصة. ايضاً يتميز آيفون 12 برو ماكس بأكبر شاشة عرض لعائلة آيفون حتى الآن. مع غطاء زجاجي جديد، يُدعى درع السيراميك، والذي تم تطويره بالاشتراك مع شركة كورنينغ إنكوربوريتد.. وتدعي شركة أبل أن درع السيراميك «يقدم أداء أفضل 4 مرات في حالة السقوط» وأنه «أقوى من أي زجاج هاتف ذكي».

### الكاميرا
يتميز آيفون 12 برو بأربع كاميرات: كاميرا أمامية واحدة وثلاث كاميرات خلفية، بما في ذلك تليفوتوغرافي وعدسة عريضة للغاية. يتميز آيفون 12 برو أيضًا بماسح ضوئي ليدار لخدمات الواقع المعزز، وخدمات تحسين الصور بمساعدة الكمبيوتر. يضيف آيفون 12 برو أيضًا الوضع الليلي لتسجيل الفيديو على جميع الكاميرات الأربع. ويدعم فيديو الوضع الليلي دقة تصل إلى 4K و 60 إطارًا في الثانية.